# Élision
L’élision est l’effacement d’une voyelle en fin de mot devant la voyelle commençant le mot suivant. En termes de phonétique, c'est un type d’apocope consistant en l’amuïssement de la voyelle finale d’un mot devant un autre mot à initiale vocalique.
C'est une forme particulière de synalèphe, c'est-à-dire de prononciation en une seule syllabe de deux voyelles consécutives appartenant à des syllabes différentes (voyelles dites en hiatus).
Le terme, du genre féminin, provient du latin elisio (génitif : elisionis, féminin), du supin elisum, du verbe elidere (« ôter »). 

## Élision en français
L’élision est obligatoire en français pour le phonème /ǝ/ (dit « e caduc » ou « e muet ») en fin de mot devant une voyelle ; elle est alors parfois notée dans l’orthographe par une apostrophe. L’élision n’est en effet représentée graphiquement que pour certains mots, parmi lesquels : 
- le : le + arbre → l’arbre ;
- de : de + arbre → d’arbre ;
- ce (pronom) : ce + était → c’était.

Dans la plupart des cas, elle n’est pas écrite mais bien prononcée : chante avec moi → chant’avec moi, ils chantent + avec moi → ils chant’avec moi. Dans le vers poétique français, l’élision du « e caduc » suit des règles strictes (décrites dans l’article sur le vers), pour des raisons métriques, en fin de mot devant voyelle ou en fin de vers : 
Quand vous serez bien vieille, au soir, à la chandelle (Pierre de Ronsard)
=
Quand vous serez bien vieill’, au soir, à la chandell’
La lecture correcte d’un vers passe par celle des liaisons. Or, s’il est normal aujourd'hui de prononcer tu manges enfin comme tu mang’enfin (le s de -es n’appelle pas une liaison obligatoire dans le français actuel), dans un vers classique il faudra lire tu mange-z-enfin, avec e « caduc » et liaison.
D’autres voyelles peuvent être concernées, comme /i/ dans si : si + il → s’il. Les élisions d’autres voyelles que le e « caduc » sont rares et toujours écrites, sauf dans la langue parlée, dans un registre courant : tu es sera réalisé [te], qu’on pourrait transcrire t’es.
L’élision permet donc d’éviter l'hiatus mais ce n’est pas le seul procédé disponible. En français toujours, le hiatus peut aussi être éliminé par l’insertion d’une consonne euphonique. Par exemple, ce, quand il est déterminant devient cet (par imitation du féminin) : ce + arbre → cet arbre, ou bien dans donne-t-il. 

### Disjonction
Certains mots débutant par une voyelle ne peuvent être précédés d’un autre mot élidé. On dit dans ce cas qu’il y a disjonction. Les disjonctions les plus fréquentes en français sont dues à la présence d’un h « aspiré », qui interdit tout enchaînement entre deux mots (liaison ou élision). Par exemple, haricot commence par un tel h : on doit donc dire le haricot /lə aʁiko/ et non *l'haricot /laʁiko/ (dans la langue familière, le h « aspiré » est souvent omis). 
D’autres empêchent l’élision sans commencer par un tel h : ce sont des mots fréquents et monosyllabiques dont on a voulu conserver l’identité : onze (ainsi que onzième), un (quand il est numéral et non article), huit (ainsi que huitième, huitante et huitantième – mais on fait la liaison dans les nombres composés : dix-huit /diz‿ɥit/, vingt-huit /vɛ̃t‿ɥit/). Par exemple, on dira le Onze de France, je compte de un à trois, numéro gagnant : le huit).

### Orthographe
L’apostrophe est le symbole typographique propre à l’élision. Même si toutes les élisions n’en sont pas marquées, toute apostrophe procède de l’élision. 
Or, dans certains mots composés, elle est utilisée sans être logiquement justifiée. Presqu’île est logique, mais les graphies anciennes grand’mère, grand’rue ou la graphie actuelle prud’homme ne sont pas motivées. En effet, il n’y a étymologiquement pas de -e élidé que l’apostrophe remplacerait. Grand dans les mots composés dont le deuxième terme est féminin (mère, rue) est un ancien féminin (grant en ancien français, écrit grand plus tard). Grand-mère et grand-rue sont donc des constructions archaïques qui ne nécessitent pas l’apostrophe. Le 9e dictionnaire de l’Académie française continue d'autoriser la graphie grand’mère. Quant à prud'homme, il devrait (étymologiquement) s’écrire soit prud homme soit prudhomme car c'est un mot composé d’une forme archaïque de preux, à savoir prod, sans e final (c’est un masculin).

### Création de nouveaux mots par élision
L’élision peut être à l’origine de nouveaux mots issus d’une agglutination puis d’une métanalyse : moyen français ma + amie → m’amie est interprété en français moderne mamie, réinterprété ensuite par métanalyse en ma + mie.

## Dans d’autres langues
L’élision ne se limite pas au français ; de nombreuses langues la pratiquent, comme le latin (sans notation particulière ; l’élision se découvre grâce à la scansion de vers), le grec (notée par une apostrophe), le gaélique, l’italien (avec apostrophe écrite), etc.
Notez que l’apostrophe ne représente pas systématiquement une élision : celle de l’anglais I’m « je suis » sert à remplacer la voyelle a de am, tombée par aphérèse, celle dans doesn’t (pour does not) l’étant par amuïssement au sein d’un groupe de mots univerbés. Aucune n’est une voyelle finale devant voyelle initiale.